# Incendio del Parlamento de Sudáfrica de 2022

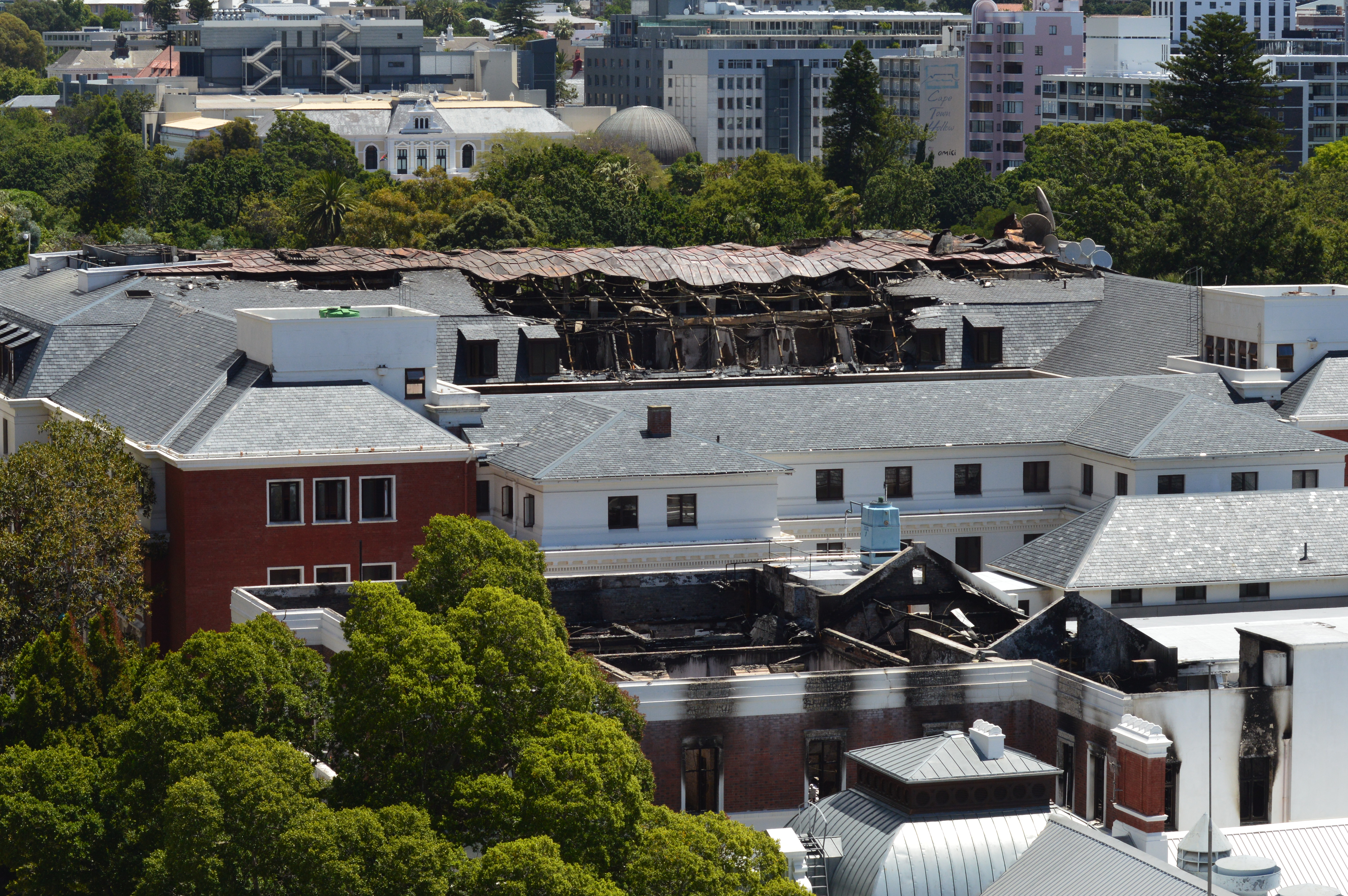
Una vista del Parlamento de Sudáfrica tras el incendio de 2022.

El incendio del Parlamento de Sudáfrica de 2022 fue un gran incendio en el complejo parlamentario en Ciudad del Cabo, Sudáfrica.

## Suceso
El 2 de enero de 2022, justo después de las 05:00 a. m. (SAST), los servicios de bomberos de emergencia de la ciudad de Ciudad del Cabo fueron notificados de un incendio en el complejo parlamentario. El incendio comenzó en el tercer piso del edificio del Consejo Nacional de Provincias y se extendió al espacio de oficinas y al gimnasio, antes de extenderse a la Asamblea Nacional.
A la mañana siguiente, el personal de los servicios de bomberos todavía estaba amortiguando pequeños puntos críticos en el complejo. Durante la tarde del 3 de enero, un incendio estalló de nuevo en el techo del edificio de la Asamblea Nacional.

## Daño
El incendio destruyó por completo el nuevo edificio de la Asamblea Nacional. Las oficinas y el gimnasio en el antiguo edificio de la Asamblea Nacional fueron destruidos, y algunos pisos sufrieron daños por agua y humo.
A pesar de los extensos daños a los complejos edificios, importantes obras de arte y patrimonio estaban intactas. Dado el fuego y el calor sostenido, se desconocía si todas las obras sobrevivieron.
Se espera que el 7 de enero se presente un informe preliminar sobre la causa, el alcance y el costo de los daños.

## Consecuencias
Se informó que el sistema de rociadores no había funcionado correctamente, y que el personal de los servicios de protección no estaba de servicio.
Un sospechoso de 49 años fue detenido el 2 de enero por la unidad de Delitos Prioritarios de los Hawks. El sospechoso se enfrenta actualmente a cargos de incendio provocado, allanamiento de morada y robo en virtud de la Ley Nacional de Puntos Clave, y debe comparecer ante el tribunal el 4 de enero. Después de una breve comparecencia en el Tribunal de Magistrados de Ciudad del Cabo, el sospechoso Zandile Christmas Mafe fue puesto en prisión preventiva hasta el 11 de enero, a la espera de una solicitud de fianza y una mayor investigación de las circunstancias del incendio.